# Anja Polzer

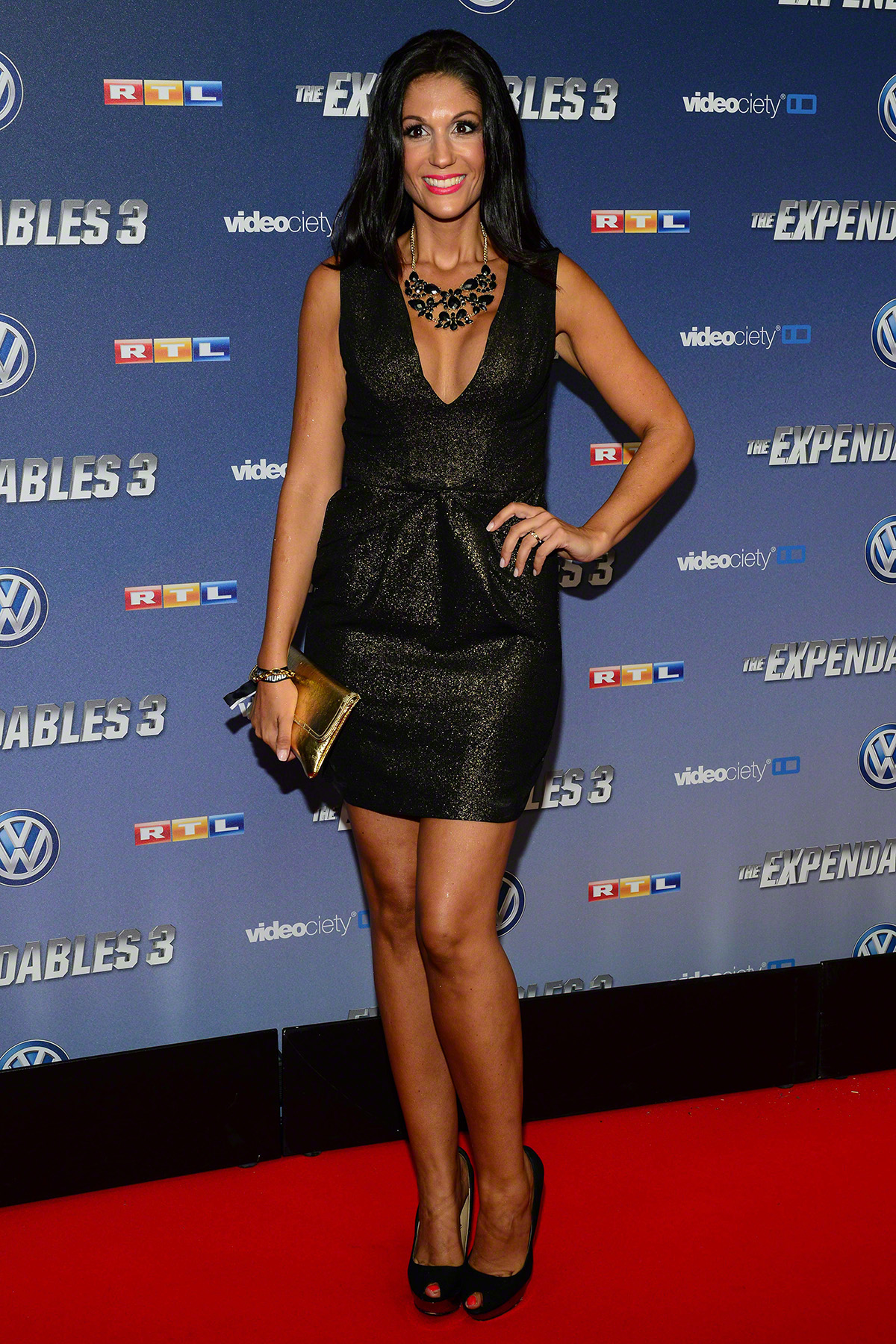
Anja-Polzer (2014)

Anja Polzer (* 1. Juni 1984 in Karlsruhe) ist ein deutsches Model, eine Reality-TV-Teilnehmerin und PR-Managerin. Sie war Kandidatin der 2012 ausgestrahlten zweiten Staffel der RTL-Fernsehsendung Der Bachelor.

## Leben
Polzer wurde am 1. Juni 1984 geboren. Nach ihrem Abitur wollte sie Lehrerin werden und studierte Germanistik und Geschichte. Später war sie in der freien Wirtschaft als PR-Managerin tätig.
Anfang 2012 wirkte sie in dem TV-Format Der Bachelor mit, das teilweise auch in Südafrika gedreht wurde. Der Protagonist in dieser zweiten Staffel war Paul Janke. In der letzten Nacht der Rosen gewann Anja Polzer die Show, da der Bachelor (Janke) sich für sie entschieden hatte. Daraufhin verbrachten die beiden einen gemeinsamen Urlaub in den Vereinigten Staaten. Die Trennung folgte nach Ablauf der Staffel.
Sie wurde anschließend als Moderatorin für Magazine und Events, als Model und für Werbungen gebucht. Später wirkte sie auch in weiteren Fernsehformaten mit, wie z. B. Mieten, Kaufen, Wohnen, Das perfekte Promi-Dinner oder auch Familien Duell Prominenten Special (aus dem Jahr 2014), welches sie gewann.  Auch moderierte Polzer TV-Magazine wie Guten Morgen Deutschland, Exklusiv oder Explosiv.
2014 war sie Teil von Promi Big Brother; dabei sollte sie live von ihrer Situation mit dem ehemaligen Bachelor Paul Janke berichten.
Zudem war sie 2014 auf dem Cover der November-Ausgabe des deutschen Playboys abgebildet.

## Persönlichkeit
Hauptsächlich zeigt sie Interesse in den Bereichen Fitness, Sport, Mode und Lifestyle, zudem veröffentlichte sie ihre Single Sommernacht. Im Bereich Sport und Fitness hat sie eigene Fitness-Programme. Polzer veröffentlichte auch ihre eigene Modekollektion und sammelte als DJ Erfahrungen. Sie veröffentlichte gemeinsam mit der Bild Blogs für die Bild-Zeitung sowie für BILD.de.